# Maison pragoise
La Maison pragoise (en hongrois : Prágai ház) est un édifice situé dans le 13e arrondissement de Budapest. 